# 楯月蝶魚
楯月蝶魚，為輻鰭魚綱鱸形目鱸亞目蓋刺魚科的其中一個種。

## 分布
本魚僅分布於夏威夷群島，為特有種。

## 深度
水深23至174公尺。

## 特徵
本魚體側扁，略呈橢圓形，雄魚體淺藍灰色，額部、眼睛周圍、吻部及鰓蓋邊緣皆為黑色，嘴唇白色；尾鰭前半部為黑色；背鰭與臀鰭末梢部地白色的有一條寬的橘色條紋；胸鰭與腹鰭橘色。母魚體淺藍灰色，頭部的前部為白色，吻部及眼睛周圍為深色；尾鰭前半部也是黑色；腹鰭、胸鰭、臀鰭、背鰭上半部為橘色，體長可達21公分。

## 生態
本魚棲息於鄰海礁石區。

## 經濟利用
為觀賞性魚類。